# 笠原桃奈
笠原桃奈（2003年10月22日—）日本神奈川縣出身的偶像。日本女子偶像團體ME:I的成員。
曾為早安家族旗下團體ANGERME的第五期成員。在ANGERME時期的代表色為「熱粉紅」。血型A型，身高163cm。早安家族時期的經紀公司為UP-FRONT PROMOTION Co., Ltd.。
ME:I時期為LAPONE娛樂。

## 個人簡歷

### 早安家族時期
- 2013年，參加「早安少女組。12期成員『未來少女』選秀會」，參加時因為未滿10歲，所以被排除在徵選的對象之外。
- 2014年，參加「早安少女組。'14 追加成員選秀會」落選後，於Hello! Pro研修生的選秀會中合格入選。
- 2015年4月1日，加入Hello! Pro研修生。
- 2015年5月4日，在中野太陽廣場的「ハロプロ研修生 発表会2015 〜春の公開実力診断テスト〜」中第一次披露。
- 2016年5月5日，在中野太陽廣場的「ハロプロ研修生 発表会2016〜春の公開実力診断テスト〜」中，得到Best Performance賞。
- 2016年7月16日，在日本特殊陶業市民会館Forest Hall 舉辦的 ハロコン 的初日公演中，公布被選為ANGERME的新成員。
- 2021年6月21日，在官方網站公布即將於年底卒業，並且有想要前往海外進行歌唱及舞蹈鑽研的新目標。

### PRODUCE 101 JAPAN THE GIRLS時期
- 2023年9月2日，參與PRODUCE 101 JAPAN THE GIRLS做為101位練習生出演節目。
- 2023年12月16日，在「PRODUCE 101 JAPAN THE GIRLS」節目中獲得最終順位第一名，以ME:I成員名義出道。

## 人物介紹
- 是龜井繪里的粉絲，於公開實力診斷TEST中，連續2年都唱龜井的曲目。
  - 因為在Hello! Pro研修生的公開實力診斷TEST中取得 Best Performance賞，首次昇格為正規成員。
- ANGERME成員中喜歡的前輩是相川茉穗。原因是從3歲的時候開始一樣學習芭蕾，所以和同樣學習芭蕾的相川有親近感。現在的官方暱稱「かっさー」也是由相川命名。
- 要加入ANGERME時，是在YouTube節目UP-Front Group由各社制作並放送的『UP-FRONT CHANNEL Recommend』中，和和田彩花共同擔任MC時才知道（實際上，因為告知成為ANGERME一員的錄影是假錄影，該節目並沒有播出），在此錄影中告知他加入ANGERME。笠原在當時說這是「悪質なドッキリ」。

### 興趣嗜好
- 喜歡的食物是馬卡龍。
- 小學6年級時曾擔任飼育委員長[1]。

### 家族交友
- 父親是兵庫縣出身[2]。
- 有2個妹妹[3]。
- 和Hello! Pro研修生的同期生金津美月很要好，金津都叫她「桃吉」[4]。

## 外部連結
- 笠原桃奈-ME:I官方網站介紹 （页面存档备份，存于）